# Lothar Neupert
Lothar Neupert (* 27. Januar 1936; † 2. Oktober 2015) war ein deutscher Fußballtorwart. Von 1955 bis 1963 bestritt er für den SC Wismut Karl-Marx-Stadt und die BSG Wismut Aue 45 Spiele in der DDR-Oberliga, der höchsten Spielklasse im DDR-Fußball. 1959 wurde er mit dem SC Wismut DDR-Fußballmeister.

## Sportliche Laufbahn
Sein erstes Pflichtspiel in der Oberligamannschaft des in Aue beheimateten SC Wismut Karl-Marx-Stadt bestritt Torwart Neupert in der Übergangsrunde 1955, die im Herbst mit 13 Spielen zum Wechsel in den Kalenderjahr-Spielrhythmus ausgetragen wurde. 1956 und 1957 war er hinter Kurt Steinbach und Heinz Hippmann nur dritter Torwart und kam in den Oberligaspielen nicht zum Einsatz. 1958 konnte er Steinbach (ein Spiel) überflügeln und kam viermal in der Oberliga zum Einsatz. Außerdem bestritt er zwei der acht Spiele des SC Wismut im Europapokal der Landesmeister 1958/59. Nachdem Neupert 1959, als der SC Wismut zum zweiten Mal DDR-Meister wurde, nur ein Spiel in der Oberliga absolviert hatte, aber Stammtorwart der Reservemannschaft war, beförderte ihn Trainer Gerhard Hofmann 1960 zum Stammtorwart des Oberligateams. Er stand vom ersten Spieltag an in der Oberligamannschaft und kam in den insgesamt 26 Punktspielen 22-mal zum Einsatz. Von den drei Europapokalspielen 1960 bestritt er zwei Begegnungen. 1961 wurde der Fußball-Spielbetrieb im DDR-Fußball auf den Sommer-Frühjahr-Rhythmus zurückgeführt, und es wurde in der Oberliga eine Mammutsaison mit 39 Spielen ausgetragen. Neupert bestritt zwar die ersten drei Punktspiele, wurde danach aber von Klaus Thiele und später von Manfred Hambeck abgelöst. In den Spielzeiten 1961/62 bis 1963/64 stand er nur 17-mal im Tor der Wismut-Oberligamannschaft. Sein letztes Oberligapunktspiel absolvierte Neupert am 6. Oktober 1963 für die Betriebssportgemeinschaft (BSG) Wismut Aue, die im Sommer 1963 aus dem Sportclub Wismut ausgegliedert worden war. Er blieb weiterhin Mitglied der BSG und spielte bis 1972 weiter in der Reserve- bzw. in der 2. Mannschaft.